# 范阮攸
范阮攸（越南语：／；1740年—1786年或1787年），字好德、養軒，號石洞，越南後黎朝官員、史學家、儒學學者。

## 生平
范阮攸是乂安鎮德光府真福縣鄧田社（今屬乂安省宜祿縣宜石社）人，景興元年（1740年）出生。景興三十四年（1773年），參加鄉試，考中解元，後隨黃五福出兵南河。景興四十年（1779年），會試考中會元，殿試考中進士。黎末歷任海陽道監察御史、添差知刑番、東閣大學士、翰林院校讨兼國史館纂修、乂安鎮督同兼督學。西山朝初，定居清漳縣，不久去世。

## 著作
范阮攸著有《論語愚按》、《朱訓纂要》、《石洞遺文》、《石洞詩抄》、《石洞文抄》、《讀史癡想集》、《南行記得集》、《斷腸錄》等，在擔任國史館纂修時，參與編修《大越史記續編》。